# Joaquim Gutiérrez Fruitós
Joaquim Gutiérrez Fruitós (Barcelona, 1956) és catedràtic del Departament de Fisiologia i Immunologia i degà de la Facultat de Biologia de la Universitat de Barcelona.
Va néixer a Barcelona el 1956. La seva trajectòria científica se centra en l'àrea de la fisiologia i l'endocrinologia de peixos, una línia d'estudi iniciada amb els treballs de tesina i tesi doctoral, dirigits pel Dr. Josep Planas Mestres, i centrats en les hormones pancreàtiques en teleostis. Es va doctorar l'any 1979 a la Universitat de Barcelona i un cop acabat el doctorat, va realitzar diverses estades a l'estranger (Londres, Chicago i Rennes) continuant la seva carrera investigadora a Seattle en el mateix àmbit de la fisiologia dels peixos i l'aplicació dels coneixements a l'aqüicultura, en un moment de gran activitat científica per impulsar el cultiu dels salmònids a tota la costa oest dels Estats Units.
Ha ocupat els càrrecs de vicepresident i president de l'antiga Divisió de Ciències Experimentals i Matemàtiques de la Universitat de Barcelona. Ha estat director del Departament de Fisiologia i Immunologia de la Universitat de Barcelona i delegat del rector del campus d'excel·lència internacional Barcelona Knowledge Campus (BKC). Des del desembre del 2008 és degà de la Facultat de Biologia de la Universitat de Barcelona. El 2012 es va presentar a les eleccions a rector de la Universitat.
En l'àmbit de la recerca, la seva activitat investigadora se entra en l'àrea de la fisiologia i l'endocrinologia dels peixos. En l'actualitat, és l'investigador principal del Grup de Recerca Consolidat de Regulació i Optimització del Creixement en Espècies de Peixos d'Interès en Aqüicultura de la UB, i dirigeix la Xarxa de Referència d'R+D+i en Aqüicultura de la Generalitat de Catalunya des del 2007. És autor de més de cent articles en revistes científiques i ha dirigit deu tesis doctorals i diversos projectes de recerca bàsica i aplicada per a la millora de la nutrició i el creixement en aqüicultura.

## Obres
- Radioinmunoensayo de insulina en sangre de peces (Tesi doctoral, 1979)[2]
- Daily rythms of insulin and glucose levels in the plasma of sea bass Dicentrarchus labrax after experimental feeding (1984)[7]
- Hormonas pancreáticas en peces : variaciones estacionales, efecto del ayuno y de factores ambientales (1985)[7][8]
- Plasma glucagon levels in different species of fish (1986)[7]